# (34597) 2000 TO36
2000 TO36 (asteroide 34597) é um asteroide da cintura principal. Possui uma excentricidade de 0.02086900 e uma inclinação de 3.32524º.
Este asteroide foi descoberto no dia 6 de outubro de 2000 por LONEOS em Anderson Mesa.